# Drosophila tranquilla
Drosophila tranquilla este o specie de muște din genul Drosophila, familia Drosophilidae, descrisă de Spencer în anul 1943. Conform Catalogue of Life specia Drosophila tranquilla nu are subspecii cunoscute.